# 酏劑
酏劑是一类口服的、澄清的、具有甜味的液體，用於醫療用途，治療不适症狀。當成製劑使用時，至少含有一种有效成分內服。

## 形式

### 非醫療用途
當成是溶媒或者是載體，用來運輸藥物。如芳香酏、異酒精酏、複方苯甲醛酏劑。
活性成分溶在含有15-50%酒精的溶液中。

### 醫療用途
1. 抗組織胺酏劑(Antihistaminic elixirs)： chlorampheniramine maleate elixirs (USP), diphenhydramine HCl elixirs.
2. 鎮靜安眠酏劑(Sedative and hypnotic elixirs)： pediatric chloral hydrate elixirs.
3. 化痰劑(Expectorant)：terpin hydrate elixirs.
4. 其他類別(Miscellaneous)：acetaminophen (paracetamol) elixirs, which are used as analgesics.

## 組成
酏劑是個水-酒精溶液，至少含有一個以上的有效成分。 酒精的作用是：
1. 溶解活性成分和輔料。
2. 減少糖的結晶。
3. 當做保存劑。
4. 掩蓋活性成分不好的味道。
5. 提高風味。

通常會選擇可以溶解活性成分的酒精量，並且保持溶液的澄清。高濃度的酒精可能會使的產品在使用時有燒灼感。
酏劑可能含有以下輔料：
1. 糖或者是糖替代品，如山梨醇（sorbitol）
2. 保存劑，如對羥基苯甲酸酯、苯甲酸鈉
3. 緩衝溶液（Buffering solution）
4. 調味劑
5. 螯合劑

## 註解
1. ↑  「酏」，拼音：，注音：，音同「怡」